# لورا بولتن
لورا بولتن (بالإنجليزية: Laura Boulton)‏ هي عالم حيوانات وعالمة طيور أمريكية، ولدت في 1899 في كونو في الولايات المتحدة، وتوفيت في 16 أكتوبر 1980 في سكوتسديل في الولايات المتحدة.

## وصلات خارجية
- لورا بولتن على موقع IMDb (الإنجليزية)
- لورا بولتن على موقع ميوزك برينز (الإنجليزية)